# Аманніязов Курбан Непесович
Аманніязов Курбан Непесович (22 квітня 1932 — 12 травня 2015) — туркменський науковець, геолог-мінералог, академік АН Туркменістану. Член КПРС у 1963—1991.

## Біографія
Курбан Аманніязов народився в місті Красноводську. Навчався в середній школі в місті Форт-Шевченко в Казахстані. Закінчив Туркменський державний університет 1957 року.
Захистив дисертацію кандидата геолого-мінералогічних наук 1960 року, докторську 1968 року. Отримав учене звання професора 1970 року, став членом-кореспондентом Академії наук Туркменської РСР 1981 року. Обраний академіком АН Туркменістану 1993 року.
Досліджував геологію Середньої Азії, особливо геологію нафти й газу.

## Праці про Шевченка
Перебуванню Тараса Шевченка на засланні, висвітленню взаємин поета з туркменами присвятив статтю «Тарас Шевченко серед туркменів» опубліковану в журналі «Совет едебияты» (Радянська література", 1961, № 7). В другій однойменній статті Аманніязов розглядає малярські твори Шевченка на туркменські мотиви.